# طناب نخاعی
نُخاع یا طنابِ نخاعی (به انگلیسی: Spinal cord) بخشی از دستگاه عصبی مرکزی که مرکز کنترل بیشتر فعالیت‌های انعکاسی بدن می‌باشد و شبیه طناب سفید رنگی به طول تقریباً ۴۵ سانتی‌متر است که از سوراخ پس سری (Foramen magnum) تا سطح نخستین یا دومین مهره کمری (L2) درون کانال ستون مهره امتداد می‌یابد. سوراخ پس سری، سوراخی است بزرگ در استخوان پشت سری که مغز و نخاع در آن جا به یکدیگر متصل می‌شوند.

نخاع

نخاع در نمایی بسته

از برجستگی کمری به پایین نخاع باریک شده و ناحیۀ مخروط انتهایی که دربرگیرندۀ بخش‌های خارجی نخاع است ایجاد می‌گردد. مخروط انتهایی، پایین‌ترین ناحیۀ تنۀ نخاع است.
نخاع تمام فضای کانال نخاعی را پر نمی‌کند بلکه قسمتی از این فضا نیز توسط مننژ، مایع مغزی-نخاعی، یک لایه از بافت چربی که نخاع را دربرگرفته و رگ‌های خونی پر می‌شود. طول نخاع در مردان و زنان به ترتیب ۴۵ و ۴۳ سانتی‌متر است. حد بالایی نخاع لبه فوقانی مهرۀ اطلس و حد پایینی آن در حدود مهره اول و دوم کمر است. در این نقطه نخاع باریک شده و مخروط انتهای را به وجود می‌آورد. مخروط انتهای به وسیلۀ رشتۀ انتهایی به مهره دوم دنبالچه ارتباط پیدا می‌کند.

## بخش‌بندی تنۀ نخاعی
تنۀ نخاع از پنج بخش تشکیل می‌شود که عبارتند از:
- گردنی یا سرویکال (Cervical)
- سینه‌ای یا توراسیک (Thoracic)
- کمری یا لومبار (Lumbar)
- خاجی یا ساکرال (Sacral)
- دنبالچه‌ای یا کوکسیژیال (Coccygeal)

## عصب‌های نخاعی
شمار عصب‌های نخاعی ۳۱ جفت است که از نخاع منشعب می‌گردند که عبارتند از:
- اعصاب گردنی هشت زوج
- اعصاب سینه‌ای دوازده زوج
- پنج زوج کمری
- پنج زوج خاجی
- یک زوج دنبالچه‌ای

ریشه‌های مربوط به اعصاب کمری و خاجی مسیری طولانی دارند و چون نحوه خروج آن‌ها از نخاع به شکل دم اسب است، این ناحیه دم اسب (Cauda equina)نامیده می‌شود.

## ارتباط قطعه‌های نخاع نسبت به سطوح مهره‌ای
به علت ارتباط نخاع با ۳۱ جفت عصب نخاعی، نخاع را به ۳۱ قطعه (سگمنت/سگمان) تقسیم می‌کنند، اگرچه از بیرون به شکل قطعه نیست. یک قطعۀ نخاعی، استوانه‌ای از نخاع است که یک عصب نخاعی به آن اتصال می‌یابد. با توجه به اینکه طول نخاع به‌طور متوسط حدود ۲۵ سانتی‌متر کمتر از طول ستون مهره‌ها است، بنابراین قطعه‌های نخاعی از سطح گردنی به طرف انتهایی‌ترین قسمت نخاع در مقایسه با مهره‌های همنام، یکسان نبوده و به تدریج از هم دورتر می‌گردند. برای نمونه قطعۀ اول نخاعی (C1)، در سطح مهرۀ اول گردنی قرار می‌گیرد، درحالیکه قطعۀ اول خاجی (S1) در مجاورت مهرۀ اول کمری است.

## کارکرد نخاع
نخاع قسمتی از دستگاه عصبی مرکزی است که در اعمال حسی و حرکتی نقش دارد. درک محرک‌های حسی محیطی همچون گرما، سرما، فشار و… از طریق انتقال این پیام‌ها از ریشه حسی نخاع به مراکز بالاتر ادراکی در مغز صورت می‌گیرد. ازجمله اعمال مهم نخاع شوکی نقشی است که در عمل حرکتی دارد. پیام‌های حسی از مسیر ریشه حسی وارد نخاع می‌شوند. ورودی‌های حسی با محرک قوی می‌تواند یک پاسخ رفلکسی حتی در سطح نخاعی ایجاد کند. یک تحریک دردناک (مثلاً یک شی نوک تیز یا بسیار گرم) باعث یک پاسخ حرکتی به صورت دورکردن اندام از محرک آسیب‌رسان می‌گردد. پاسخ حرکتی از مسیر ریشه حرکتی عصب نخاعی صورت می‌گیرد. هر نوع آسیب به مسیرهای عصبی حسی یا حرکتی در خارج از طناب نخاعی یا در خود تنه نخاع باعث اختلال در عملکرد حسی یا حرکتی می‌گردد. این اختلال با توجه به نوع و میزان آسیب از یک ضعف حسی-حرکتی تا عدم ادراک حس و فلج اندام متغیر است.

## نگارخانه

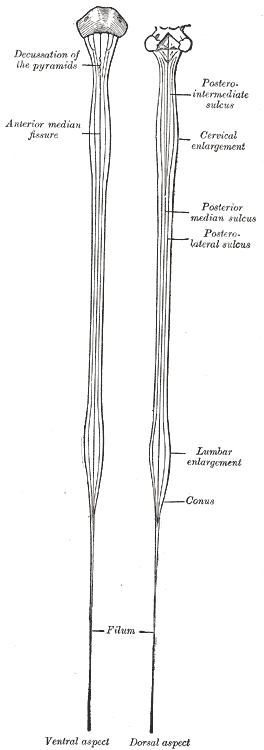
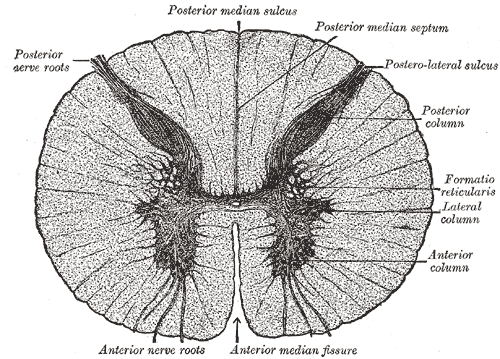
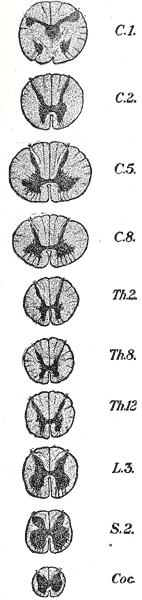
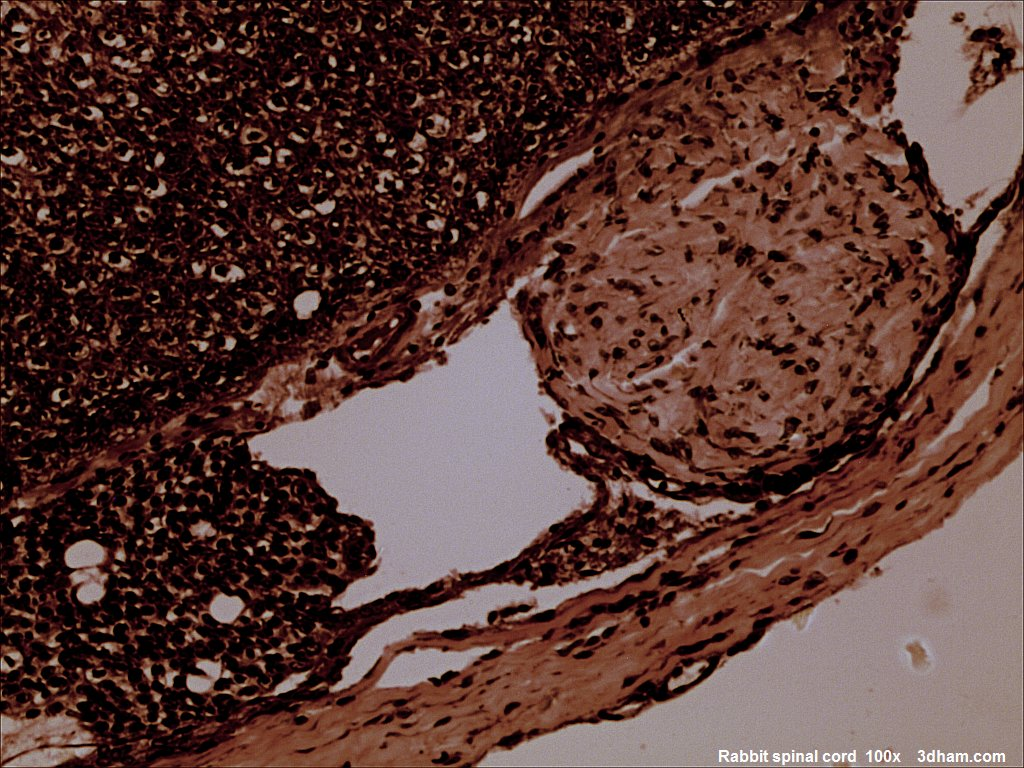
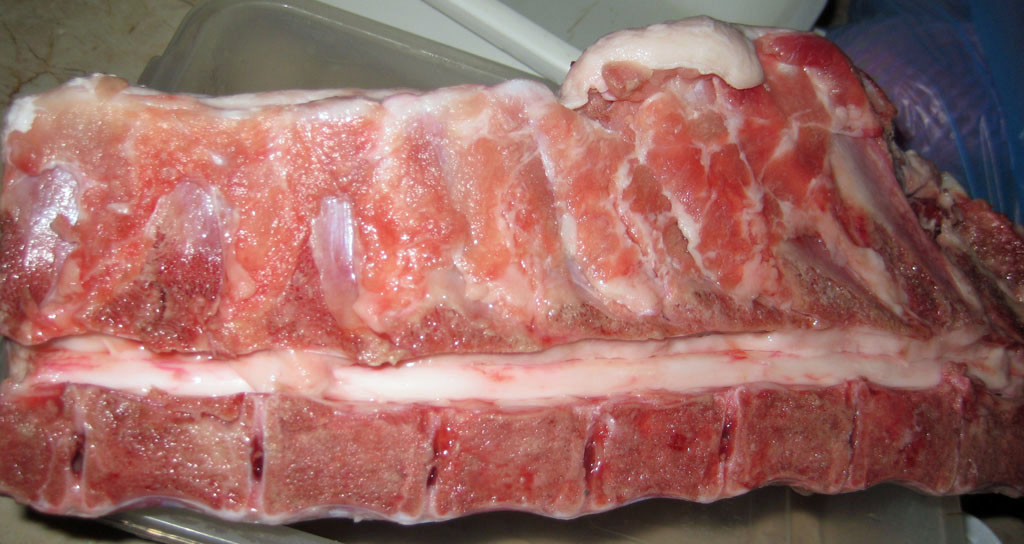
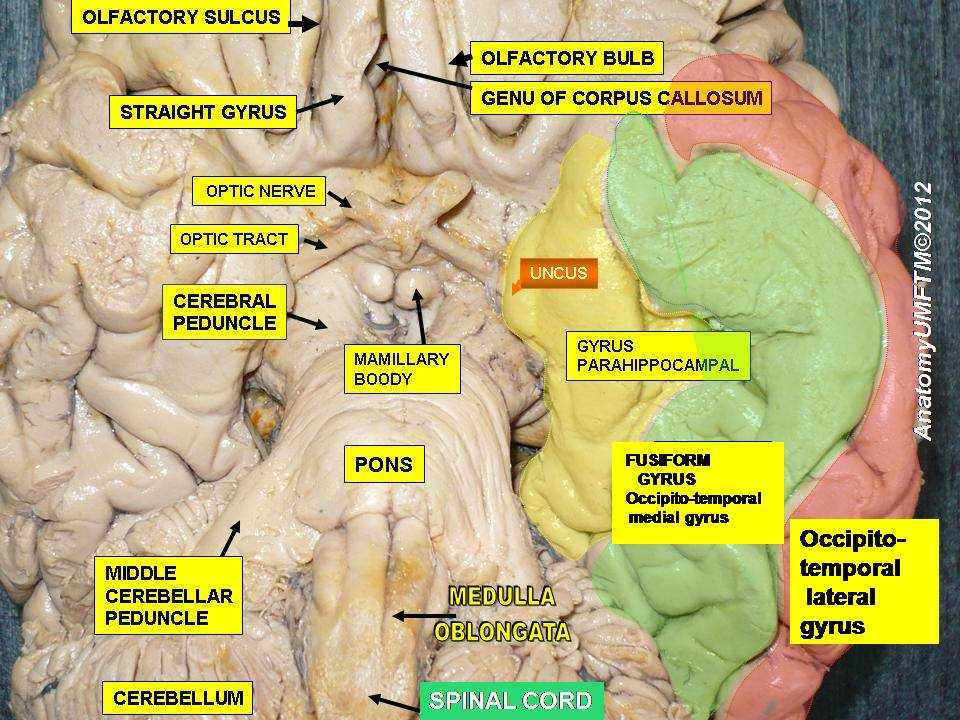